# 탈산
탈산(脫酸)은 강철 제련 과정에서 융해된 금속에 녹아 있는 산소를 제거하기 위해 야금에서 사용하는 방법이다. 산소는 생산된 강철의 품질에 해롭기 때문에 제강 과정에서 탈산이 중요하다. 탈산은 별도의 화학 종을 첨가하여, 산소의 영향을 중화 시키거나 산소를 직접 제거해서 이룬다.

## 같이 보기
- 킬드강